# Championnat d'Angleterre de football 1893-1894
Navigation
Édition précédente Édition suivante
La 6e édition du championnat d'Angleterre de football est remportée par  Aston Villa. C’est son premier titre de champion. Le championnat reste à 16 clubs.
Le système de promotion/relégation mis en place l’année précédente est reconduit. Les deux équipes classées aux deux dernières places de la première division doivent rencontrer en match de barrage les deux équipes classées aux deux premières places de la deuxième division.

## Les clubs de l'édition 1893-1894
| Club                                  | Ville          |
| ------------------------------------- | -------------- |
| Aston Villa Football Club             | Birmingham     |
| Blackburn Rovers Football Club        | Blackburn      |
| Bolton Wanderers Football Club        | Bolton         |
| Burnley Football Club                 | Burnley        |
| Darwen Football Club                  | Darwen         |
| Derby County Football Club            | Derby          |
| Everton Football Club                 | Liverpool      |
| Newton Heath LYR Football Club        | Manchester     |
| Nottingham Forest Football Club       | Nottingham     |
| Preston North End Football Club       | Preston        |
| Sheffield United Football Club        | Sheffield      |
| Stoke Football Club                   | Stoke-on-Trent |
| Sunderland Association Football Club  | Sunderland     |
| The Wednesday                         | Sheffield      |
| West Bromwich Albion Football Club    | West Bromwich  |
| Wolverhampton Wanderers Football Club | Wolverhampton  |

## Classement
| Rang | Équipe                  | Pts | J  | G  | N | P  | Bp | Bc | Diff |
| ---- | ----------------------- | --- | -- | -- | - | -- | -- | -- | ---- |
| 1    | Aston Villa             | 44  | 30 | 19 | 6 | 5  | 84 | 42 | +42  |
| 2    | Sunderland              | 38  | 30 | 17 | 4 | 9  | 72 | 44 | +28  |
| 3    | Derby County            | 36  | 30 | 16 | 4 | 10 | 73 | 62 | +11  |
| 4    | Blackburn Rovers        | 34  | 30 | 16 | 2 | 12 | 69 | 53 | +16  |
| 5    | Burnley                 | 34  | 30 | 15 | 4 | 11 | 61 | 51 | +10  |
| 6    | Everton                 | 33  | 30 | 15 | 3 | 12 | 90 | 57 | +33  |
| 7    | Nottingham Forest       | 32  | 30 | 14 | 4 | 12 | 57 | 48 | +9   |
| 8    | West Bromwich Albion    | 32  | 30 | 14 | 4 | 12 | 66 | 59 | +7   |
| 9    | Wolverhampton Wanderers | 31  | 30 | 14 | 3 | 13 | 52 | 63 | -11  |
| 10   | Sheffield United        | 31  | 30 | 13 | 5 | 12 | 47 | 61 | -14  |
| 11   | Stoke                   | 29  | 30 | 13 | 3 | 14 | 65 | 79 | -14  |
| 12   | The Wednesday           | 26  | 30 | 9  | 8 | 13 | 48 | 57 | -9   |
| 13   | Bolton Wanderers        | 24  | 30 | 10 | 4 | 16 | 38 | 52 | -14  |
| 14   | Preston North End       | 23  | 30 | 10 | 3 | 17 | 44 | 56 | -12  |
| 15   | Darwen                  | 19  | 30 | 7  | 5 | 18 | 37 | 83 | -46  |
| 16   | Newton Heath LYR        | 14  | 30 | 6  | 2 | 22 | 36 | 72 | -36  |

1. 1 2  Est relégué en deuxième division après les matchs de barrage

|  | Champion d'Angleterre |
|  | Relégation            |

### Meilleur buteur
- Jack Southworth, Everton, 27 buts

## Bilan de la saison
| Tableau d'Honneur                    |              |
| Compétition                          | Vainqueur    |
| Championnat d'Angleterre de football | Aston Villa  |
| Coupe d'Angleterre de football       | Notts County |

| Promotions et relégations |                         |
| Promus                    | Liverpool Small Heath   |
| Relégués                  | Darwen Newton Heath LYR |

## Sources
- Classement sur rsssf.com